# Bistum Stockholm (römisch-katholisch)
Das Bistum Stockholm (lat.: Dioecesis Holmiensis, schwed.: Stockholms katolska stift) ist das einzige römisch-katholische Bistum in Schweden und erstreckt sich über das gesamte Staatsgebiet. 

## Geschichte
Vor der Reformation gehörte Schweden zum Bistum Uppsala, das 1531 die Konfession wechselte. Vorläufer des heutigen Bistums Stockholm war das am 23. September 1783 aus dem aus Schweden, Norwegen und Finnland bestehende Apostolischen Vikariats des Nordens ausgegründete Apostolische Vikariat Schweden. 1809 kam das Gebiet um Finnland an das Erzbistum Mahiljou, aus dem 1920 das Apostolische Vikariat Finnland gegründet wurde. 1855 gab das Vikariat Territorien nördlich des Polarkreises an die neue Nordpolmission ab, die 1868 mit der Auflösung wieder an das Vikariat zurückfielen. Am 7. August 1868 wurde das Gebiet um Norwegen zur Gründung der Mission sui juris Norwegen abgegeben. Das Vikariat wurde am 29. Jun 1953 mit der Bulle Profecit valde durch Papst Pius XII. zum Bistum erhoben, zwei Jahre nachdem in Schweden das Gesetz zur Religionsfreiheit 1951 verabschiedet worden war. 
Bischof von Stockholm ist seit dem 17. November 1998 als erster Schwede der Karmelit Anders Arborelius OCD. Er wurde am 28. Juni 2017 durch Papst Franziskus zum Kardinal kreiert.

## Organisationen

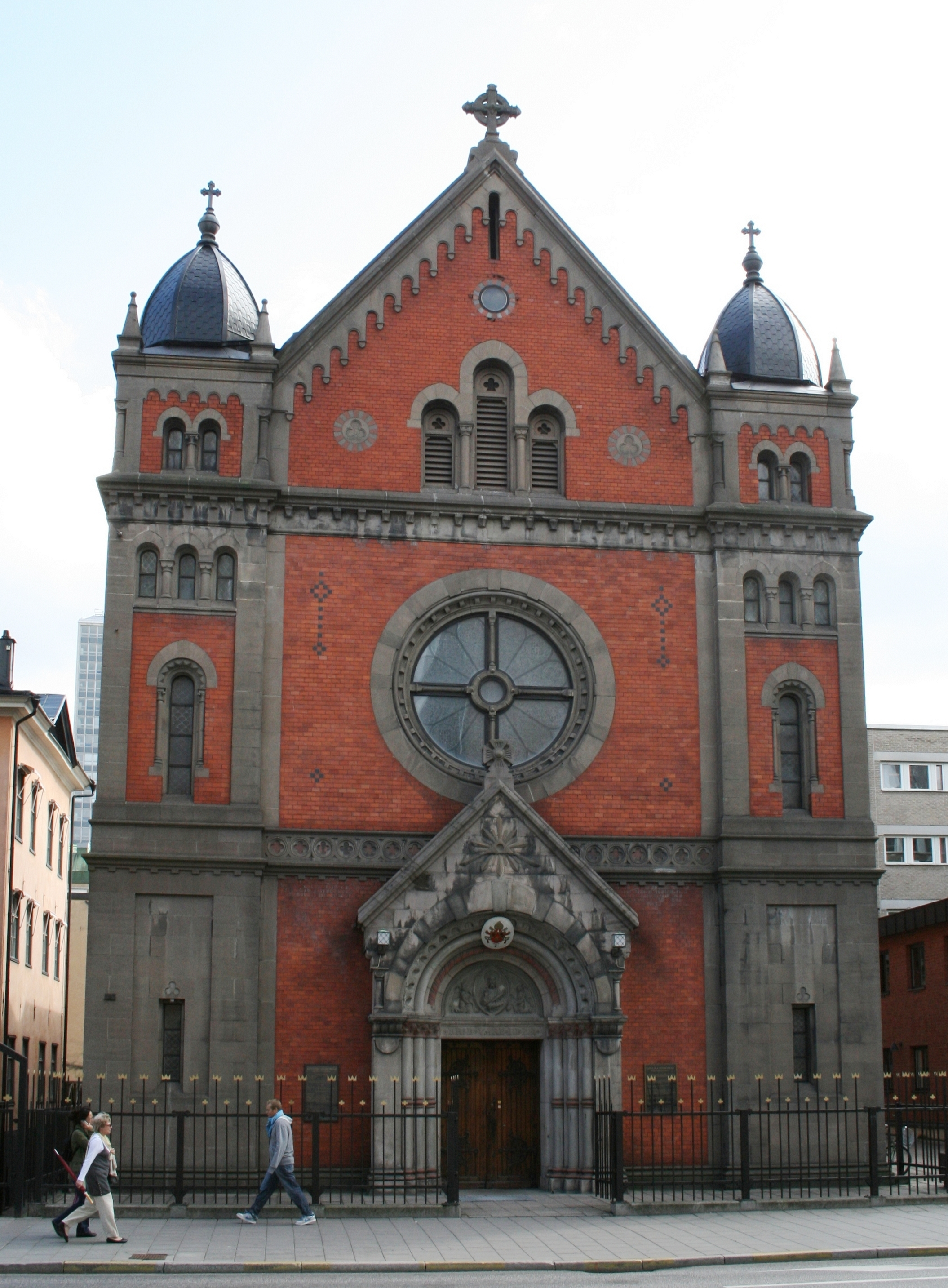
Domkirche St. Erik

Innerhalb des Bistums sind die Kinder und Jugendlichen in der Jugendorganisation Riksförbundet Sveriges Unga Katoliker zusammengeschlossen. Außerdem wird die Schweden weit verbreitete Zeitung Katolskt Magasin herausgegeben, früher Katolsk Kyrkotidning. Die Hilfsorganisation Caritas Sverige gehört dem internationalen Caritas-Netzwerk an.